# Eduardo Blasco Ferrer
Eduard Blasco Ferrer (Barcelona, 15 de junio de 1956 - Bastia, 12 de enero de 2017) fue un lingüista catalán. Profesor en la Universidad de Cagliari (Cerdeña), fue uno de los especialistas contemporáneos más prestigiosos de la lengua sarda.
Blasco Ferrer se licenció en filología románica en 1981 en la Universidad de Erlangen, donde realizó también el doctorado bajo la dirección de Heinrich Kuen. Fue lector de catalán en la Universidad de Cagliari y, después de pasar por varias universidades (Bonn, Múnich, de 1987 a 1992, y Florencia) volvió a Cagliari (1993) primero como profesor de historia de la lengua italiana y, desde de 1996, de lingüística sarda. 
Fue autor de varios estudios sobre el sardo y también publicó sobre el catalán (también el alguerés), otras lenguas románicas y el sustrato sardo.

## Libros
- Grammática storica del catalano y dei suoi dialetti cono speciale riguardo all'algherese. Tübingen: G. Narr, c1984.
- La lingua sardina contemporanea : grammática del logudorese y del campidanese: norma y varietà dell'uso: síntesis storica. Cagliario: Della Torre, c1986.
- Storia lingüística della Sardegna. Tübingen: Niemeyer, 1984.
- Le parlate del alta Ogliastra : análisis dialettológico: saggio di storia lingüística y culturale. Cagliario: Edizioni Della Torre, 1988.
- Ello, ellus: grammática sarda. Nuoro: Poliedro, c1994.
- La lingua nel Tempo : variazione y cambio en latino, italiano y sardo. Cagliario: CUEC, 1995.
- Cuadrada corso de lingüística italiana : cono facsimili, edizione y commento de un testo quattrocentesco al uso de seminario ed esercitazioni. Cagliario: CUEC, 1996.
- Pro domo : Gramática essenziale della lingua sarda. Cagliario: Condaghes, 1998.
- Italiano y tedesco : un confronto lingüístico. Torino: Paravia scriptorium, 1999.
- Italiano, sardo y lingue moderne a scuola. Milano: F. Angeli, 2003.
- Storia della lingua sarda. Cagliario: CUEC, 2009.
- Paleosardo. Le radicio linguistiche della Cerdeña neolítica. Arxivat  Berlín: De Gruyter, 2010. ISBN 978-3-11-023560-9
- Corso di lingüística sardina y romanza Franco Cesati editore, 2016